# Distrito electoral federal 6 del estado de México
El VI Distrito Electoral Federal del Estado de México es uno de los 300 Distritos Electorales en los que se encuentra dividido el territorio de México para la elección de diputados federales y uno de los 40 en los que se divide el Estado de México. Su cabecera es la ciudad de San Francisco Coacalco.
El distrito 6 del estado de México se encuentra en el noreste del Valle de México. Desde 2022 el distrito está conformado por los municipios de Coacalco de Berriozábal y por el exclave norte del Municipio de Tultitlán. Lo conforman 168 secciones electorales.

## Distritaciones anteriores

### Distritación 1996 - 2005
Entre 1996 a 2005 el territorio del Distrito VI lo conformaban los municipios de Coacalco de Berriozábal, Tultepec y Melchor Ocampo. Su cabecera era Coacalco.

### Distritación 2005 - 2017
El Distrito VI se encuentra en el extremo norte del Valle de México, lo forman los municipios de Coacalco de Berriozábal y Tultepec. Su cabecera distrital era San Francisco Coacalco.

### Distritación 2017 - 2022
Tras la distritación electoral nacional de 2014-2017 llevada a cabo por el Instituto Nacional Electoral el territorio del distrito electoral fue conformado por los municipios de Coacalco de Berriozábal, la región norte del municipio de Ecatepec de Morelos y el exclave sur del municipio de Jaltenco. Su cabecera distrital era San Francisco Coacalco.
Las colonias del norte de Ecatepec que integraban el distrito electoral eran:
- Luis Donaldo Colosio
- Potrero del Rey
- Potrero de la Laguna
- Granjas Ecatepec
- San Francisco de Asís
- Paseos de Ecatepec
- Ejidos de San Andrés
- Ejidos de San Cristóbal

## Diputados por el distrito
| Legislatura   | Periodo                                           | Diputado                        | Grupo parlamentario                  |
| ------------- | ------------------------------------------------- | ------------------------------- | ------------------------------------ |
| I             | 7 de diciembre de 1857-17 de mayo de 1861         |                                 |                                      |
| II            | mayo de 1861-mayo de 1863                         |                                 |                                      |
| III           | 20 de octubre de 1863-1865                        |                                 |                                      |
| IV            | 5 de noviembre de 1867-14 de septiembre de 1868   |                                 |                                      |
| V             | 15 de septiembre de 1869-15 de septiembre de 1871 |                                 |                                      |
| VI            | 15 de septiembre de 1871-15 de septiembre de 1873 |                                 |                                      |
| VII           | 15 de septiembre de 1873-15 de septiembre de 1875 |                                 |                                      |
| VIII          | 15 de septiembre de 1875-22 de mayo de 1878       |                                 |                                      |
| IX            | 2 de septiembre de 1878-15 de septiembre de 1880  |                                 |                                      |
| X             | 16 de septiembre de 1880-15 de septiembre de 1882 |                                 |                                      |
| XI            | 16 de septiembre de 1882-15 de septiembre de 1884 |                                 |                                      |
| XII           | 16 de septiembre de 1884-15 de septiembre de 1886 |                                 |                                      |
| XIII          | 16 de septiembre de 1886-15 de septiembre de 1888 |                                 |                                      |
| XIV           | 16 de septiembre de 1888-15 de septiembre de 1890 |                                 |                                      |
| XV            | 16 de septiembre de 1890-15 de septiembre de 1892 |                                 |                                      |
| XVI           | 16 de septiembre de 1892-15 de septiembre de 1894 |                                 |                                      |
| XVII          | 16 de septiembre de 1894-15 de septiembre de 1896 |                                 |                                      |
| XVIII         | 16 de septiembre de 1896-15 de septiembre de 1898 |                                 |                                      |
| XIX           | 16 de septiembre de 1898-15 de septiembre de 1900 |                                 |                                      |
| XX            | 16 de septiembre de 1900-15 de septiembre de 1902 |                                 |                                      |
| XXI           | 16 de septiembre de 1902-15 de septiembre de 1904 |                                 |                                      |
| XXII          | 16 de septiembre de 1904-15 de septiembre de 1906 |                                 |                                      |
| XXIII         | 16 de septiembre de 1906-15 de septiembre de 1908 |                                 |                                      |
| XXIV          | 16 de septiembre de 1908-15 de septiembre de 1910 |                                 |                                      |
| XXV           | 16 de septiembre de 1910-15 de septiembre de 1912 |                                 |                                      |
| XXVI          | 16 de septiembre de 1912-10 de octubre de 1913    | Juan Galindo y Pimentel         |                                      |
| XXVI (bis)    | 16 de noviembre de 1913-5 de agosto de 1914       |                                 |                                      |
| Constituyente | 1 de diciembre de 1916-5 de febrero de 1917       | No se eligió diputado           | No se eligió diputado                |
| XXVII         | 15 de abril de 1917-31 de agosto de 1918          | No se eligió diputado           | No se eligió diputado                |
| XXVIII        | 1 de septiembre de 1918-31 de agosto de 1920      |                                 |                                      |
| XXIX          | 1 de septiembre de 1920-31 de agosto de 1922      |                                 |                                      |
| XXX           | 1 de septiembre de 1922-31 de agosto de 1924      |                                 |                                      |
| XXXI          | 1 de septiembre de 1924-31 de agosto de 1926      |                                 |                                      |
| XXXII         | 1 de septiembre de 1926-31 de agosto de 1928      |                                 |                                      |
| XXXIII        | 1 de septiembre de 1928-31 de agosto de 1930      |                                 |                                      |
| XXXIV         | 1 de septiembre de 1930-31 de agosto de 1932      |                                 |                                      |
| XXXV          | 1 de septiembre de 1932-31 de agosto de 1934      |                                 |                                      |
| XXXVI         | 1 de septiembre de 1934-31 de agosto de 1937      |                                 |                                      |
| XXXVII        | 1 de septiembre de 1937-31 de agosto de 1940      |                                 |                                      |
| XXXVIII       | 1 de septiembre de 1940-31 de agosto de 1943      |                                 |                                      |
| XXXIX         | 1 de septiembre de 1943-31 de agosto de 1946      |                                 |                                      |
| XL            | 1 de septiembre de 1946-31 de agosto de 1949      |                                 |                                      |
| XLI           | 1 de septiembre de 1949-31 de agosto de 1952      |                                 |                                      |
| XLII          | 1 de septiembre de 1952-31 de agosto de 1955      | Carlos Garduño González         | Partido Revolucionario Institucional |
| XLIII         | 1 de septiembre de 1955-31 de agosto de 1958      | Remedios Albertina Ezeta Uribe  | Partido Revolucionario Institucional |
| XLIV          | 1 de septiembre de 1958-31 de agosto de 1961      | Carlos Hank González            | Partido Revolucionario Institucional |
| XLV           | 1 de septiembre de 1961-31 de agosto de 1964      | Daniel Benítez Villalpando      | Partido Revolucionario Institucional |
| XLVI          | 1 de septiembre de 1964-31 de agosto de 1967      | Jesús Moreno Jiménez            | Partido Revolucionario Institucional |
| XLVII         | 1 de septiembre de 1967-31 de agosto de 1970      | Leonel Domínguez Rivero         | Partido Revolucionario Institucional |
| XLVIII        | 1 de septiembre de 1970-31 de agosto de 1973      | Guillermo Olguín Ruiz           | Partido Revolucionario Institucional |
| XLIX          | 1 de septiembre de 1973-31 de agosto de 1976      | Jesús Moreno Jiménez            | Partido Revolucionario Institucional |
| L             | 1 de septiembre de 1976-31 de agosto de 1979      | Rosendo Franco Escamilla        | Partido Revolucionario Institucional |
| LI            | 1 de septiembre de 1979-31 de agosto de 1982      | Guillermo Olguín Ruiz           | Partido Revolucionario Institucional |
| LII           | 1 de septiembre de 1982-31 de agosto de 1985      | Guillermo Vargas Alarcón        | Partido Revolucionario Institucional |
| LIII          | 1 de septiembre de 1985-31 de agosto de 1988      | Juan Manuel Tovar Estrada       | Partido Revolucionario Institucional |
| LIV           | 1 de septiembre de 1988-31 de octubre de 1991     | Francisco Santos Covarrubias    | Partido Acción Nacional              |
| LV            | 1 de noviembre de 1991-31 de octubre de 1994      | Luis Cuauhtémoc Riojas Guajardo | Partido Revolucionario Institucional |
| LVI           | 1 de noviembre de 1994-31 de agosto de 1997       | Juan Manuel Tovar Estrada       | Partido Revolucionario Institucional |
| LVII          | 1 de septiembre de 1997-31 de agosto de 2000      | Héctor Guevara Ramírez          | Partido Revolucionario Institucional |
| LVIII         | 1 de septiembre de 2000-31 de agosto de 2003      | Francisco Guadarrama López      | Partido Acción Nacional              |
| LIX           | 1 de septiembre de 2003-4 de enero de 2006        | Israel Gallardo Sevilla         | Partido Acción Nacional              |
| LIX           | 1 de febrero de 2006-24 de marzo de 2006          | María Eugenia Castillo Reyes    | Partido Acción Nacional              |
| LIX           | 24 de marzo de 2006-31 de agosto de 2006          | Israel Gallardo Sevilla         | Partido Acción Nacional              |
| LX            | 1 de septiembre de 2006-18 de agosto de 2009      | Santiago López Becerra          | Partido de la Revolución Democrática |
| LXI           | 1 de septiembre de 2009-31 de agosto de 2012      | Héctor Guevara Ramírez          | Partido Revolucionario Institucional |
| LXII          | 1 de septiembre de 2012-31 de agosto de 2015      | Roberto Ruiz Moronatti          | Partido Revolucionario Institucional |
| LXIII         | 1 de septiembre de 2015-1 de marzo de 2018        | David Sánchez Isidoro           | Partido Revolucionario Institucional |
| LXIII         | 1 de marzo de 2018-16 de marzo de 2018            | José Roberto Ramírez Urban      | Partido Revolucionario Institucional |
| LXIII         | 16 de marzo de 2018-31 de agosto de 2018          | David Sánchez Isidoro           | Partido Revolucionario Institucional |
| LXIV          | 1 de septiembre de 2018-31 de agosto de 2021      | Carolina García Aguilar         | Partido Encuentro Social             |
| LXV           | 1 de septiembre de 2021-7 de septiembre de 2021   | Ali Sayuri Núñez Meneses        | Partido Verde Ecologista de México   |
| LXV           | 7 de septiembre de 2021-27 de abril de 2022       | Alexis Gamiño García            | Diputado sin partido                 |
| LXV           | 27 de abril de 2022-31 de agosto de 2024          | Ali Sayuri Núñez Meneses        | Partido Acción Nacional              |
| LXVI          | 1 de septiembre de 2024-31 de agosto de 2027      | Julieta Villalpando Riquelme    | Movimiento Regeneración Nacional     |

## Resultados Electorales

### Elecciones de 2024
|  | 51.69 % |

|  | 31.33 % |

|  | 14.68 % |

|  | 0.08 % |

|  | 2.22 % |

|  | 100.0 % |

|  | 65.84 % |

### Elecciones de 2021
|  | 44.89 % |

|  | 39.10 % |

|  | 4.63 % |

|  | 3.98 % |

|  | 2.77 % |

|  | 2.17 % |

|  | 0.12 % |

|  | 2.34 % |

|  | 100.00 % |

|  | 51.87 % |

### Elecciones de 2018
|  | 54.67 % |

|  | 22.09 % |

|  | 20.41 % |

|  | 0.08 % |

|  | 2.75 % |

|  | 100.00 % |

|  | 67.71 % |

### Elecciones de 2009
|  | Partido Acción Nacional                        |  | Víctor Raúl Jiménez Robles |
|  | Coalición Primero México (PRI, PVEM)           |  | Héctor Guevara Ramírez     |
|  | Partido de la Revolución Democrática           |  | Omar Ortega Álvarez        |
|  | Coalición Salvemos a México (PT, Convergencia) |  | Maribel Aguilar Lugo       |
|  | Partido Nueva Alianza                          |  | Mauricio Osorio Nieto      |
|  | Partido Socialdemócrata                        |  | Armando Reyes Simón        |
|  | Partido Futuro Democrático                     |  | Sin Registró Candidato     |